# Victoria Strait
Victoria Strait är ett sund i Kanada.   Det ligger i territoriet Nunavut, i den nordöstra delen av landet, 3 000 km nordväst om huvudstaden Ottawa.